# Pasaż Niepolda we Wrocławiu
Pasaż Niepolda (niem. „Geschäftshaus Niepoldshof”) – dawny Dom Handlowy Niepoldschof znajdujący się przy ulicy Ruskiej 51 we Wrocławiu.

## Historia kompleksu

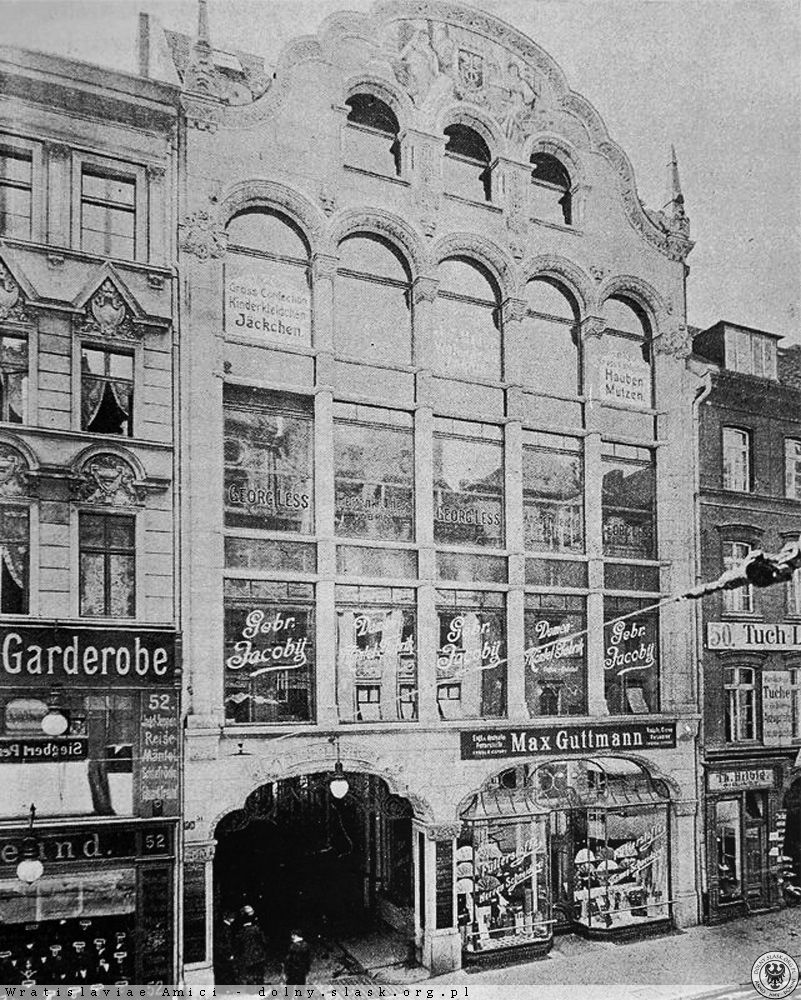
Pasaż od strony ul. Ruskiej w 1910 roku

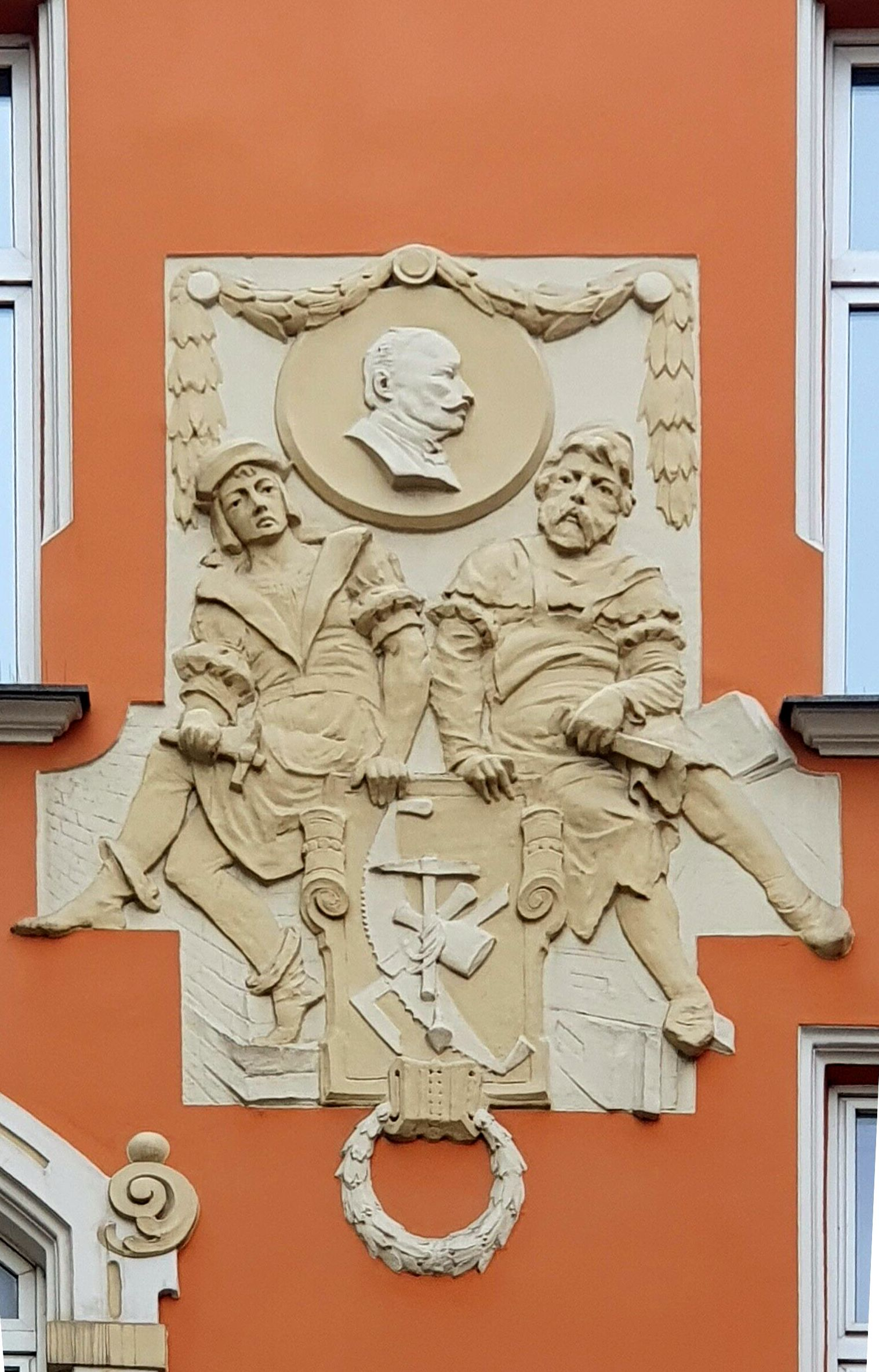
Medalion z portretem fundatora

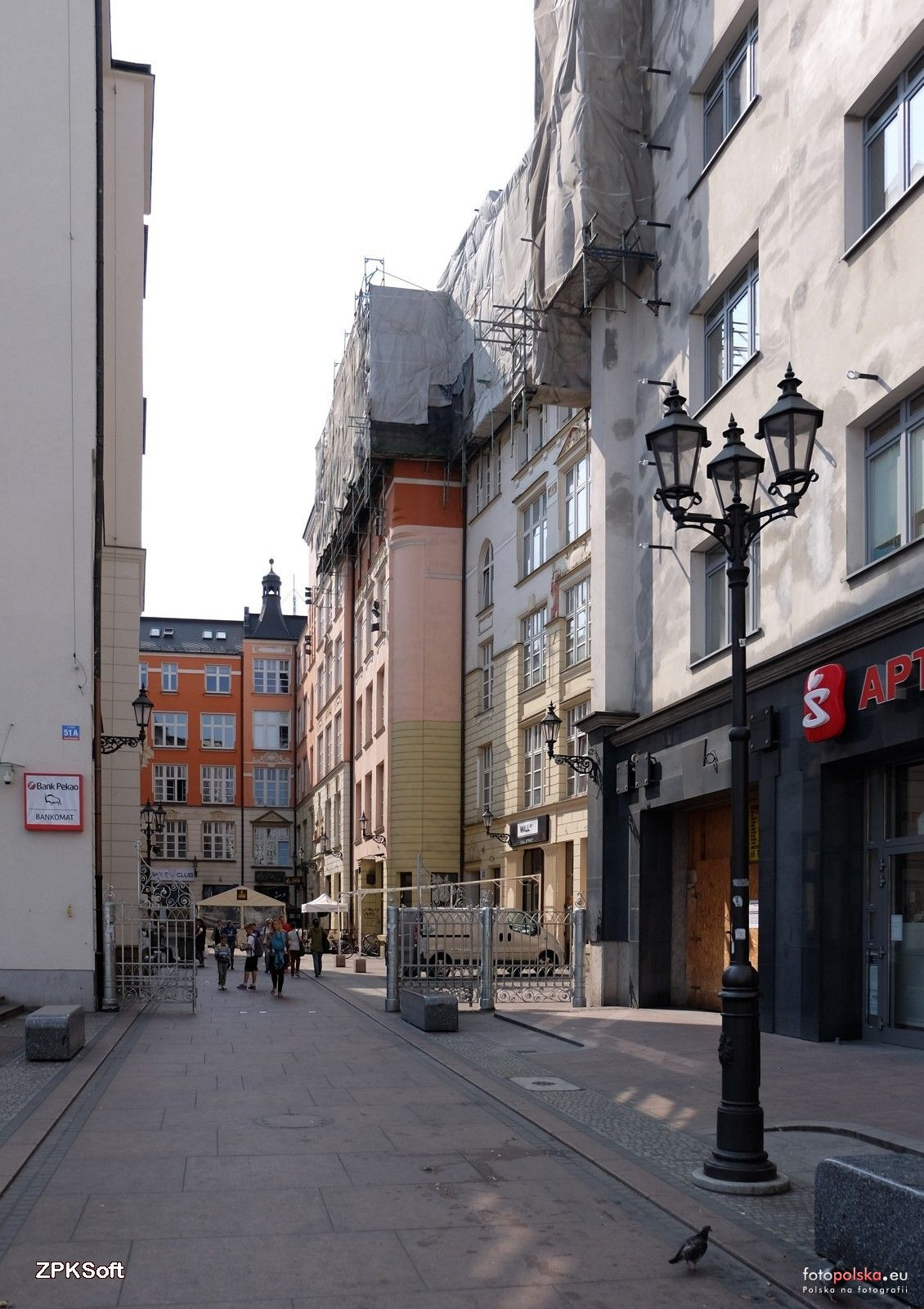
Pasaż Niepolda, duży dziedziniec

Dawny dom handlowy Niepoldshof został wzniesiony w 1904 roku w miejsce kamienicy stojącej przy posesji nr 51 oraz budynków znajdujących się przy ulicy Psiej, późniejszej ulicy św. Antoniego 15 o łącznej powierzchni 135 × 60 m. Pierwotna zabudowa posesji przy ulicy Ruskiej 51 powstała w XIV wieku. W 1879 roku znajdowała się tu czterokondygnacyjna neorenesansowa kamienica „Pod Drewniana Miską”. Od strony ul. św. Antoniego pierwsza zabudowa była luźniejsza. Znajdowały się tu XVI-wieczne kamienice szczytowe i kalenicowe z oficynami i licznymi ogrodami. W 1838 roku parcele przy ul. Antoniego 15 i sąsiednie zostały wykupione przez założoną w 1846 roku przez Josepha Jonasa Fränckla (Fraenckla) Fundację Mieszkaniową Fränckla. W miejsce wyburzonych kamienic wzniesiono sierociniec i szpital; w budynku znajdowała się również sala modlitw, biblioteka i mieszkania personelu. W 1881 roku sierociniec przeniesiono na ulicę Grabiszyńską, a następnie w 1903 roku do nowo wybudowanego szpitala przy ulicy Wiśniowej. W 1903 roku opuszczone budynki zakupił Wilhelm Niepold, żydowski kupiec trudniący się handlem materiałami kolonialnymi. Jako właściciel kilku posesji pomiędzy ulicami św. Antoniego a Ruską postanowił zbudować największy we Wrocławiu pasaż handlowo-usługowy. Pasaż otworzono w 1904 roku.
W okresie III Rzeszy funkcja pasażu uległa zdegradowaniu. Zlikwidowano sklepy w częściach parterowych, lokale przeznaczono na biura i magazyny.

## Opis architektoniczny
Projektantem kompleksu handlowego była spółka architektoniczna „Schlesinger & Benedickt”. Dom handlowy składał się z dwóch budynków frontowych przy ulicy Ruskiej i Antoniego z wewnętrznym dziedzińcem południowym oraz z dwóch oficyn wzniesionym przy drugim większym dziedzińcu północnym. Konstrukcja szkieletowa budynków pasażu została wykonana ze stali z częściowym wykorzystaniem murów starszych budynków. W kompleksie komunikację między pięcioma kondygnacjami zapewniało dziewięć klatek schodowych i sześć wind. Kompleks mieścił siedziby kilkudziesięciu firm handlowych, produkcyjnych oraz winiarnię i koszerną restaurację.
Główny budynek od ulicy Ruskiej miał pięć kondygnacji, a jego fasada licowana była piaskowcem. Na parterze po prawej stronie znajdowała się witryna w formie szklano-mosiężnego kiosku z wejściem pośrodku, a po lewej – brama przejazdowa zamykana kratą. Kiosk i brama zwieńczone były łukami koszowymi. Powyżej parteru umieszczono wielkie okna obejmujące trzy kolejne piętra, które były rozdzielone od siebie smukłymi kolumnami połączonymi pełnymi łukami, tworząc w ten sposób motyw wielkich arkad. Podobne rozwiązanie zostało zastosowane we wznoszonym w tym samym czasie domu handlowym Geschäftshaus Louis Lewy na wrocławskim Rynku. Fasada zakończona była secesyjnym szczytem flankowanym przez obeliski i rzeźby przedstawiające smoki. W środku szczytu znajdowały się trzy arkadowe okna, a nad nimi znajdowała się płaskorzeźbiona kompozycja z dwoma postaciami kobiecymi, pomiędzy którymi umieszczono kaduceusz opleciony 2 wężami.
Od strony ulicy Antoniego znajdował się budynek czterokondygnacyjny z dachem dwuspadowym o układzie kalenicowym i o eklektycznej fasadzie. Budynek miał charakter mieszkalno-handlowy. Po zachodniej stronie od osi budynku znajdowała się brama przejazdowa prowadząca na dziedziniec. W pozostałych częściach parteru znajdowały się duże witryny sklepowe z wejściami do lokalów. Część parterowa była boniowana. Centralna część budynku na szerokości pięciu osi zaznaczona była rozłożystym szczytem z łagodnymi spływami ozdobionymi płaskorzeźbami, na którym umieszczono rozpiętą na tle słońca banderolę z nazwą domu, podtrzymywana przez dwie syreny.
Tynkowane elewacje wewnętrznych czterokondygnacyjnych oficyn ozdobione były wykuszami, szczytami, boniowaniem galeryjkami i kamiennymi detalami nawiązującymi do neogotyku, neorenesansu i secesji. Na ostatniej kondygnacji część fasady była wykonana w konstrukcji szachulcowej.
Oficyny łączyły oba budynki przy ulicy Ruskiej i św. Antoniego tworząc dwa dziedzińce: mniejszy od strony południowej i większy od strony północnej. Były pokryte dachami pulpitowymi. Na południowej fasadzie dużego dziedzińca, nad przejazdem umieszczony był medalion z portretem fundatora (zachowany do czasów obecnych), a pod nim znajduje się plakieta z wizerunkami budowniczych domu trzymających atrybuty swego zawodu. W budynku na którym znajduje się plakieta znajdowała się siedziba firmy fundatora. W dolnych kondygnacjach fasady oficyn były boniowane a pozostałe kondygnacje pokryte były skromnymi, przeważnie neorenesansowymi elementami architektonicznymi.
W całym kompleksie swoje siedziby miało kilkadziesiąt firm zajmujących się sprzedażą galanterii, bielizny, płótna. Znajdowała się tu wytwórnia odzieży, żydowska restauracja. Wszystkie sklepy i lokale usługowe mieszczące się na parterze posiadały oddzielne wejścia i witryny.

## Po 1945
W wyniku działań wojennych w 1945 roku zniszczenia uległy zabudowania od strony wschodniej. Główny kompleks nie został zniszczony. Pomieszczenia ponownie zostały zagospodarowane przez hurtownie i biura; w budynku od strony ul. Ruskiej znajdował się dom handlowy „Intermoda”. W latach 80. XX wieku budynek od strony ulicy Ruskiej został przebudowany – wykonano wówczas podcienia, ale zachowano pozostałą część elewacji i witryny. Od ul. Ruskiej w ścianie oficyny przebito okna i wejście do banku. Kolejna renowacja miała miejsce w latach 2002–2009: wyremontowano budynek od ul. św. Antoniego, odnowiono elewacje oficyn od strony dziedzińców oraz wyburzono parterową oficynę tworząc w ten sposób dodatkowe wejście do pasażu od strony ul. Ruskiej. W pomieszczeniach parterowych i piwnicznych pasażu znajdują się lokale gastronomiczne i usługowe.

## Uwaga
1. ↑  Fundację współtworzył również brat Josepha, David[5][4]